# Norbert Wimmer
Norbert Wimmer (* 5. Juli 1942 in Linz) ist ein österreichischer Rechtswissenschaftler, Politiker und Universitätsprofessor. Wimmer war von 1973 bis 2010 Universitätsprofessor am Institut für Öffentliches Recht der Universität Innsbruck. Von 1992 bis 2000 war der SPÖ-Politiker daneben auch Bürgermeister-Stellvertreter der Landeshauptstadt Innsbruck.

## Ausbildung
Norbert Wimmer wurde am 5. Juli 1942 in Linz geboren und besuchte dort auch die Primär- und Sekundärschulen. Im Jahr 1961 begann er das Studium der Rechtswissenschaften an der Rechts- und Staatswissenschaftlichen Fakultät der Universität Wien. Im Zuge dessen absolvierte er eine Staatsprüfung noch bei Adolf Julius Merkl. Zu seinen weiteren akademischen Lehrern im Öffentlichen Recht zählten Walter Antoniolli, Felix Ermacora und Günther Winkler. Im Jahr 1966 schloss Norbert Wimmer sein Studium mit der Promotion zum Doktor der Rechte (Dr. iur.) ab.

## Beruflicher Werdegang
Im Jahr 1965 wurde Norbert Wimmer Universitätsassistent an der damals neu gegründeten Hochschule für Sozial- und Wirtschaftswissenschaften in Linz (der heutigen Johannes Kepler Universität Linz) am Lehrstuhl des Gründungsrektors Ludwig Fröhler. Auf Wimmers Linzer Zeit folgte 1968 der Wechsel an die Universität für Bodenkultur Wien als Universitätsassistent am Lehrstuhl von Peter Pernthaler. Als Pernthaler ebenfalls 1968 auf einen Lehrstuhl für Öffentliches Recht an die Universität Innsbruck berufen wurde, ging Wimmer mit ihm nach Innsbruck, wo er schließlich im Jahr 1970 seine zu diesem Zeitpunkt wissenschaftlich stark diskutierte Habilitationsschrift zum Thema „Materielles Verfassungsverständnis“ fertigstellte. Heute ist das von Wimmer postulierte materielle Verfassungsverständnis weitgehend akzeptierte herrschende Lehre. Mit der Habilitation erlangte Norbert Wimmer an der Universität Innsbruck die Lehrbefugnis (venia legendi) für den Bereich Öffentliches Recht.
Anschließend an die Habilitation wechselte Norbert Wimmer 1970 zum Verfassungsdienst im Bundeskanzleramt (Österreich), wo er unter anderem mit dem Aufbau der Verwaltungsakademie des Bundes und der Gründung des Bundesministeriums für Gesundheit und Umweltschutz befasst war. Mit 1. März 1973 kehrte er in die akademische Laufbahn zurück, als er einen Ruf auf die Außerordentliche Professur an der neu gegründeten Abteilung für Umweltrecht am Institut für Öffentliches Recht der Universität Innsbruck erhielt. 1978 folgte Norbert Wimmers Berufung zum Ordentlichen Universitätsprofessor und Ordinarius für Öffentliches Recht an der Universität Innsbruck. Von 1985 bis 1987 war er dabei auch Dekan der Rechtswissenschaftlichen Fakultät. Von Oktober 1993 bis September 2009 war Wimmer Vorstand des Instituts für Öffentliches Recht, Finanzrecht und Politikwissenschaft der Universität Innsbruck. 2010 wurde er schließlich als Universitätsprofessor emeritiert.
Mit 4. Jänner 1985 wurde Norbert Wimmer auf Vorschlag des Nationalrats von Bundespräsident Rudolf Kirchschläger zum Ersatzmitglied des Verfassungsgerichtshofs ernannt. Er blieb dies bis zu seinem freiwilligen Verzicht am 9. November 1992. Auch im Fürstentum Liechtenstein war Wimmer am Höchstgericht tätig: Von 1989 bis 1995 war er am Liechtensteinischen Staatsgerichtshof ebenfalls Ersatzmitglied.

## Politisches Wirken
Norbert Wimmer war bereits seit mehreren Jahren gemeindepolitisch für die Sozialdemokratische Partei in Innsbruck aktiv, ehe er im Jahr 1992 zum Bürgermeister-Stellvertreter der Tiroler Landeshauptstadt bestellt wurde. Als Vizebürgermeister und Stadtrat leitete er im Innsbrucker Stadtsenat unter anderem das Bau- und Sportressort. Bei der Gemeinderatswahl 1994 trat Wimmer in der Folge als Spitzenkandidat der Innsbrucker SPÖ an und konnte diese erstmals seit 1945 als stimmen- und mandatsstärkste Partei zum Sieg führen. Er blieb dennoch Bürgermeister-Stellvertreter, Herwig van Staa von der Liste „Für Innsbruck“ wurde zum Bürgermeister gewählt. Bei der Gemeinderatswahl im Jahr 2000 trat Wimmer, nachdem er sich mit der Innsbrucker Stadtpartei der SPÖ zerstritten hatte, mit einer eigenen Liste unter der Bezeichnung „Soziales Innsbruck“ an. Nachdem diese Liste nur 4,4 % der Stimmen und damit nur zwei Mandate im Gemeinderat erreichen konnte, schied Wimmer aus der aktiven Kommunalpolitik wieder aus, um an die Universität zurückzukehren.